# Atrichopogon kyotoensis
Atrichopogon kyotoensis är en tvåvingeart som beskrevs av Tokunaga 1940. Atrichopogon kyotoensis ingår i släktet Atrichopogon och familjen svidknott. Inga underarter finns listade i Catalogue of Life.